# Davščica
Davščica, tudi Davča, je manjša reka, ki izvira pod Poreznom in se po 12 km izlije v Selško Soro.